# Gabrijele
Gabrijele so naselje v Občini Sevnica.